# Eugenio Villoresi
Eugenio Villoresi (Monza, 13 febbraio 1810 – Milano, 12 novembre 1879) è stato un ingegnere italiano.
Progettò il canale - che da lui prese il nome - che collega il Ticino all'Adda. È conosciuto nell'ambiente scientifico italiano anche per essere stato uno dei fondatori della Società Agraria di Lombardia.

## Biografia
Secondogenito di otto figli, Eugenio nacque da Luigi Villoresi e Teresa Baffa. Il padre, che era botanico, agronomo e il direttore dei giardini reali di Monza, lo portava spesso con sé. Fu probabilmente durante quelle lunghe passeggiate, che Eugenio cominciò a sviluppare l'interesse per la natura, la vita nei campi e a conoscere, anche attraverso le conversazioni col padre, i problemi di aridità dei terreni dell'alta pianura. Dopo aver conseguito la maturità classica presso il seminario di Monza, si iscrisse a ingegneria all'Università degli Studi di Pavia dove, risiedendo nel Collegio Ghislieri, si laureò nel 1832.
Dopo tre anni di apprendistato e un breve periodo in cui lavorò come libero professionista, vinse un concorso e fu assunto alla direzione dei fondi rustici dei Luoghi Pii Elemosinieri di Milano, assunzione che gli permise di occuparsi subito di irrigazione. Il suo primo intervento riguardò i problemi d'adacquamento di un'azienda agricola di Abbiategrasso. La passione per il lavoro fece maturare in lui la convinzione che si potesse migliorare il sistema irriguo del milanese derivando l'acqua necessaria, dal lago Maggiore.

## La realizzazione del Canale
Villoresi cominciò così a stendere il suo progetto insieme al nipote, l'ingegnere Luigi Meraviglia, e il 15 gennaio del 1868 inoltrò la domanda al Governo al fine di ottenere la concessione per costruire due grandi canali di derivazione d'acqua, dal lago di Lugano e dal lago Maggiore, tramite gli emissari Tresa e Ticino. Lo cui scopo era quello di migliorare l'irrigazione, favorire la navigazione dei barconi da sabbia e distribuire forza motrice alle fabbriche. La concessione venne emanata in appena quindici giorni dal re Vittorio Emanuele II e avrebbe dovuto avere una durata di novant'anni, a partire dalla creazione di un Consorzio per l'utilizzazione delle acque e per l'esercizio dei canali. Superato questo primo ostacolo sorsero però dei problemi di natura tecnica e burocratica che indussero Villoresi a ridimensionare il progetto originario.
Alcuni proprietari terrieri, temendo che l'irrigazione avrebbe potuto distruggere le viti e i gelsi, spinsero l'ingegnere ad abbandonare l'idea della derivazione dell'acqua dal lago di Lugano, per creare solo il collegamento dal Ticino. Il progetto così rivisto ed adeguato alle richieste, fu finalmente ritenuto "di pubblica utilità" e così venne approvato dal Ministero dei lavori pubblici nel 1877. Ma a quel punto, il progetto fu portato avanti solo da Villoresi, in quanto il nipote riteneva, e non era il solo, che le difficoltà tecniche per la sua realizzazione fossero enormi, così come lo sarebbero state le spese finanziarie.

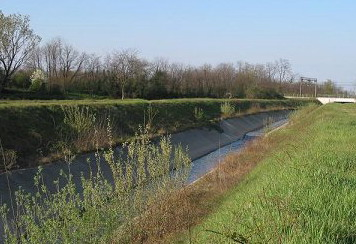
Il Canale Villoresi.

Effettivamente non aveva tutti i torti: Villoresi, per attuare il suo straordinario progetto, diede fondo a tutte le sue risorse personali, lasciando in eredità ai figli ben poco. Oltretutto nemmeno lui riuscì a vedere concretamente realizzata la sua opera, morendo il 12 novembre del 1879. La sola consolazione fu la conferma dell'approvazione definitiva del canale che il figlio Luigi (30 febbraio 1851-22 maggio 1935) gli portò da Roma. Gli eredi, per poter finalmente vedere realizzato il progetto del padre, furono costretti a cedere i diritti di concessione alla Società Italiana per le Condotte d'Acqua, chiamata anche Società condotte una società costituitasi a Roma nell'aprile del 1880, il cui scopo era quello di fornire acqua per usi civici, agricoli e industriali. Tale società si impegnò a proprio rischio nella costruzione del canale, la cui inaugurazione, avvenne a Somma Lombardo nell'aprile del 1884.
Ma per portare a compimento l'opera ci vollero ancora alcuni anni: nel 1886 fu aperto il primo tronco del canale, che entrò completamente in funzione solo dopo il congiungimento con l'Adda, nel 1890. Un'opera che l'allora ministro delle finanze, Quintino Sella, definì "grandiosa ed utilissima".
Lo scopo di Eugenio Villoresi di veder irrigato l'alto milanese può ritenersi raggiunto, oggi il canale si snoda per 86 km, attraverso un comprensorio di 85 000 ettari, nel quale distribuisce l'acqua tramite 120 bocche di derivazione, da cui si diramano rami secondari che si sviluppano per 130 km, i quali rami vanno a loro volta ad alimentare rami terziari, che generano un intrico di ben 1400 km.
È il secondo canale artificiale più lungo d’Italia, preceduto dal Canale Emiliano Romagnolo.

## Opere digitalizzate

Memoria intorno ai canali d'irrigazione e di navigazione (1869)

- Eugenio Villoresi, Progetto di utilizzare le acque specialmente di piena defluenti dai laghi di Lugano, Varese e Maggiore per l'irrigazione di una parte della provincia milanese mediante canali navigabili ..., Milano, Tipografia di Pietro Agnelli, 1863.
- Eugenio Villoresi, Memoria intorno ai canali d'irrigazione e di navigazione da attivarsi colle acque del Lago Maggiore con alcune considerazioni agronomiche sulla zona della provincia milanese dominata dai canali stessi e norme relative all'uso delle acque, Milano, Tipografia già Salvi diretta da L. Bortolotti, 1869.

## Riconoscimenti
- Il canale da lui progettato porta il suo nome.
- Numerose città lombarde, tra cui Milano, Somma Lombardo, Magenta, Busto Arsizio, Bresso, Lainate, Garbagnate Milanese e Agrate Brianza gli hanno dedicato una via.